# Lagosz (I. Ptolemaiosz apja)
Lagosz (görög írással Λάγος; i. e. 4. század) I. Ptolemaiosz ókori egyiptomi uralkodó apja, a  Ptolemaida-dinasztia őse; a dinasztiát őutána nevezik lagidáknak is.

## Személy infobox
Eordaea tartományból származott. Felesége Arszinoé volt, II. Philipposz makedón király egyik ágyasa, akiről azt beszélték, házasságkötésukkor már terhes volt; emiatt állították azt, hogy a makedónok Philipposz fiaként tekintettek Ptolemaioszra, de lehetséges, hogy ez csak későbbi eredetmítosz, melyet a ptolemaida dinasztia dicsőítésére találtak ki Plutarkhosz jegyzett fel egy anekdotát, amelyből nyilvánvaló, hogy Lagosz nem volt jelentős származású; mikor Théokritosz Ptolemaioszt Héraklész utódjának nevezi, valószínűleg Philipposz fiának akarja beállítani. Egyesek szerint Lagosz később feleségül vette Antipatrosz unokahúgát, Antigonét, és kettejük gyermeke volt I. Bereniké, aki Ptolemaiosz felesége lett, ez azonban félreolvasáson alapul; Bereniké apja majdnem teljesen biztosan Makedóniai Magasz volt.
Talán rokona volt Lagosz, Ptolemaiosz fia, aki i. e. 308-ban győzött a lükaiai kocsihajtó versenyen.

## Fordítás
Ez a szócikk részben vagy egészben  a   Lagus című angol Wikipédia-szócikk ezen változatának fordításán alapul.  Az eredeti cikk szerkesztőit annak laptörténete sorolja fel. Ez a jelzés csupán a megfogalmazás eredetét és a szerzői jogokat jelzi, nem szolgál a cikkben szereplő információk forrásmegjelöléseként.